# Репъявр
Репъявр — озеро в Ловозерском районе Мурманской области, расположенное на севере Кольского полуострова, к югу от озера Пуарентъявр. Относится к бассейну Баренцева моря, в который имеет сток через реку Териберка. Териберка впадает на юге и вытекает на севере; при впадении и выходе из озера на реке — пороги.
Топоним Репъявр восходит к саамскому слову «рехп» или «рэпп», означающему «куропатка» + «явр» — «озеро».
Площадь зеркала — 4,44 км². Высота над уровнем моря — 205,3 м. Длина озера составляет около 8,1 км при максимальной ширине 1,6 км в северной части.
Форма озера вытянута с юга на север, береговая линия умеренно изрезана. Помимо Териберки, впадает несколько ручьёв. На юге, всего в 300 м, Териберка соединяет Репъявр с озером Пинкельявр. Два небольших острова в южной части водоёма. Берега местами заболоченные, холмистые с абсолютными высотами до 339 м (гора Шеалуайв на востоке). На западе протянулась гряда сопок с отчётливо выраженным перевалом и обширной низиной. Берега покрыты лесотундровой и болотной растительностью.
Код водного объекта в государственном водном реестре — 02010000611101000003266.